# Când tu nu ești
Când tu nu ești grafiat la momentul lansării Cînd tu nu ești, (titlul original: în spaniolă Cuando tú no estás) este un film spaniol de comedie dramatică, realizat în 1966 de regizorul Mario Camus, protagoniști fiind actorii Raphael, María José Alfonso, Ricardo Lucía și Margaret B. Peters.

## Rezumat
Întrucât nu obține niciun succes major și s-a săturat să facă turnee în teatrele din orașele mici, cântărețul Raphael decide să părăsească compania de varieteu și pleacă la Madrid pentru a încerca să reușească în lumea înregistrărilor. Când o întâlnește pe Lina, o renumită jurnalistă de divertisment care se interesează de el, destinul lui se schimbă. Astfel începe să obțină succesul personal și profesional, dar apoi începe să fie chinuit de o tânără misterioasă, Laura, pe care o întâlnește într-o noapte ploioasă...

## Distribuție
- Raphael – Raphael, cântărețul
- María José Alfonso – Lina, jurnalistul muzical
- Ricardo Lucía – Jorge, representantul artiștilor
- Margaret B. Peters – Laura
- Pepe Martín – Juan, el compozitorul (ca José Martín)
- Raúl Matas – presentador
- Concha Gómez Conde – Teresa (ca Conchita Gómez-Conde)
- Carlos Otero – doctorul
- Mari Paz Ballesteros – Ana
- Erasmo Pascual – Chomín
- Ángel Menéndez – Federico
- Montserrat Julio –
- Mercedes Carrasco –
- Marisa Aroca –

## Melodii din film
Toate cântecele din film sunt compuse de Manuel Alejandro și interpretate de Raphael.
- Cuando tú no estás melodia de titlu
- Estuve Enamorado
- Desde aquel Día
- Yo no tengo a Nadie
- Poco a Poco
- Piénsalo
- Mi regalo

## Premii
Compozitorul Manuel Alejandro a câștigat premiul pentru cea mai bună muzică la premiile National Entertainment Union din 1966.

## Lansare
Filmul Când tu nu ești a avut premiera în Spania pe data de 5 decembrie 1966.
În România premiera filmului a avut loc la data de 13 decembrie 1967 la „Sala Palatului”, cinematografele „Republica” și „București” din capitală.